# Cyrille Delannoit
Cyrille Delannoit (* 13. März 1926 in Geraardsbergen, Belgien; † 11. Februar 1998) war ein belgischer Boxer. Er war Europameister bei den Berufsboxern im Mittelgewicht.

## Werdegang
Cyrille Delannoit, einer von drei boxenden Brüdern, wurde nach kurzer Amateurzeit im Jahr 1945 Berufsboxer. Seinen ersten Kampf bestritt er am 10. Februar 1945 in Brüssel und gewann gegen seinen Landsmann de Wilde durch Disqualifikation in der 2. Runde. Bis zum 26. März 1946 bestritt er in belgischen Ringen insgesamt 27 Kämpfe fast ausschließlich gegen belgische Boxer, von denen er 21 Kämpfe gewann. Am oben genannten Datum kämpfte er in Antwerpen gegen den zu den besten französischen Mittelgewichtlern zählenden Kid Marcel und besiegte diesen nach Punkten. Auch sein nächster Gegner war am 11. April 1946 in Antwerpen ein Franzose. Robert Villemain, der bereits zur europäischen Spitzenklasse im Mittelgewicht zählte, erwies sich dabei als ein zu starker Gegner für Cyrille Delannoit, der diesen Kampf nach zehn Runden nach Punkten verlor.
Cyrille Delannoit bestritt seine nächsten Kämpfe eine Gewichtsklasse tiefer, im Weltergewicht. Er qualifizierte sich dabei durch Siege über Jan Nicolaas, Gaspard Deridder und Nol Klein für einen Kampf um die belgische Meisterschaft im Weltergewicht gegen Willy Wimms. Dieser Kampf fand am 4. August 1946 in Gent statt und Wimms gewann ihn durch K. o. in der 11. Runde.
Von dieser Niederlage ließ sich Cyrille Delannoit, der ein technisch hoch begabter und schneller Boxer war, nicht aufhalten. Auf Grund seiner mutigen Kampfesweise erhielt er schon bald den Spitznamen „Tarzan“. Er gewann die nächsten 12 Kämpfe in Folge und erzielte am 15. März 1947 in Brüssel gegen den niederländischen Meister Luc van Dam ein bemerkenswertes Unentschieden. Durch Siege über den französischen Spitzenboxer Laurent Dauthuille am 24. Januar 1948 in Antwerpen und Antoine Toniolo am 20. März 1948 in Kortrijk, erwarb sich Cyrille Delannoit das Herausforderungsrecht an den Europameister im Mittelgewicht Marcel Cerdan. Am 23. Mai 1948 schaffte er dann vor 35.000 Zuschauern im Brüsseler Heysel-Stadion die Sensation und bezwang Cerdan nach Punkten. Er war damit neuer Europameister im Mittelgewicht.
Im Rückkampf am 10. Juli 1948 im Palais des Sports in Brüssel holte sich Cerdan allerdings durch einen Punktsieg nach 15 den Titel schon wieder zurück, um ihn kurz darauf niederzulegen, weil er in die Vereinigten Staaten ging, um dort um die Weltmeisterschaft gegen Jake LaMotta zu boxen. Cyrille Delannoit bekam dadurch schon am 6. November 1948 in Brüssel zum zweiten Mal die Gelegenheit, um die Europameisterschaft im Mittelgewicht zu boxen. Er nutzte diese Chance und besiegte Luc van Dam nach 15 Runden nach Punkten.
Nach einem Punktsieg über den starken Franzosen Mickey Laurant im 27. Februar 1949 in Liege verteidigte Cyrille Delannoit seinen EM-Titel am 7. Mai 1949 in Brüssel gegen den jungen aufstrebenden Italiener Tiberio Mitri. Mitri beherrschte diesen Kampf eindeutig und schlug Delannoit viermal zu Boden. Nach 15 Runden erhielt er deshalb den verdienten Punktsieg. Am 20. Juni 1949 kämpfte Cyrille Delannoit in Birmingham gegen Randy Turpin und verlor durch technischen K. o. in der 8. Runde. Turpin befand sich zu diesem Zeitpunkt noch am Beginn seiner großen Karriere, die mit dem Gewinn des Weltmeistertitels im Mittelgewicht ihren Höhepunkt hatte.
Nach einigen bemerkenswerten Siegen von Cyrille Delannoit in den Jahren 1949 und 1950, er besiegte u. a. die Franzosen Gilbert Stock und erneut Mickey Laurant und einem Unentschieden gegen den britischen Mittelgewichtsmeister Albert Finch, kämpfte er am 1. Juli 1951 im Turiner Palazzo dello Sport gegen den Weltmeister im Mittelgewicht Sugar Ray Robinson. Es ging in diesem Kampf zwar nicht um die Weltmeisterschaft, aber trotzdem war er für die Laufbahn von Cyrille Delannoit höchst bedeutsam. Sugar Ray Robinson erwies sich aber als zu gut, er schickte Delannoit innerhalb der ersten drei Runden dreimal auf die Bretter, was zur Aufgabe von Delannoit führte.
Nach einer weiteren Niederlage am 10. Oktober 1951 in Brüssel gegen den Franzosen Kid Marcel trat Cyrille Delannoit, erst 25 Jahre alt, zurück. Am 22. Dezember 1955 versuchte er in Antwerpen gegen seinen Landsmann Harry Mino ein Comeback. Als er aber auch diesen Kampf nach zehn Runden nach Punkten verlor, betrat er nie wieder einen Ring.